# Телер, Дерек
Де́рек Те́лер  (англ. Derek Theler, 29 октября 1986) — американский актёр и модель.

## Биография
Дерек Телер родился в городе Форт-Коллинс, Колорадо. В возрасте трёх лет Дереку диагностировали сахарный диабет 1-го типа. По настоянию родителей Дерек планировал стать медиком, но он был замечен представитями модельного агентства.
Теллер начал актёрскую карьеру в 2009 году с незначительных ролей в таких телесериалах, как «Бывает и хуже» и «Город хищниц».
Теллер пробовался на роль Капитана Америки в одноимённом американском сериале, но его кандидатура была отклонена создателями проекта. Он исполнил первую главную роль в 2012 году, снявшись в ситкоме «Папочка», в котором он сыграл Дэнни Уиллера, брата главного героя (Жан-Люк Билодо).
С 2014 по 2016 год встречался с испанской актрисой Кристиной Очоа.

## Фильмография
| Год       |     | Русское название                  | Оригинальное название               | Роль                        |
| --------- | --- | --------------------------------- | ----------------------------------- | --------------------------- |
| 2009      | с   | Город хищниц                      | Cougar Town                         | парень на пляже             |
| 2009      | с   | Бывает и хуже                     | The Middle                          | звукорежиссёр               |
| 2009      | кор | —                                 | G Love                              | Клифф                       |
| 2009—2010 | с   | Вечернее шоу с Конаном О’Брайеном | The Tonight Show with Conan O’Brien | Ла’Ки / офицер на мотоцикле |
| 2010      | ф   | День святого Валентина            | Valentine’s Day                     | массажист                   |
| 2010      | ф   | Побег из Вегаса                   | Get Him to the Greek                | гость                       |
| 2010      | кор | —                                 | Intrusion                           | Майк Эверс                  |
| 2010      | с   | —                                 | Vampire Zombie Werewolf             | директор                    |
| 2011      | с   | Конан                             | Conan                               | Тор / Все Звёзды            |
| 2011      | с   | 90210: Новое поколение            | 90210                               | Шон                         |
| 2011      | кор | —                                 | Katherine Heigl Hates Balls         | модель                      |
| 2012      | ф   | Лагерь девственников              | Camp Virginovich                    | Дерек Мур                   |
| 2012      | кор | —                                 | The Grass Is Greener                | Джей                        |
| 2012—2017 | с   | Папочка                           | Baby Daddy                          | Дэнни Уилер                 |
| 2013      | с   | Проект С.Е.Р.А.                   | Project: SERA                       | Риггинс                     |
| 2015      | с   | Главный госпиталь                 | General Hospital                    | Дерек                       |
| 2015      | ф   | Охотник на акул                   | Shark Killer                        | Чейз Уокер                  |
| 2015      | ф   | —                                 | Heaven Sent                         | Джордан                     |
| 2015      | кор | —                                 | Chicago Sanitation                  | санитарный работник         |
| 2016      | тф  | —                                 | Secret Summer                       | Джейк                       |
| 2016      | с   | —                                 | Princess Rap Battle                 | охотник                     |
| 2017      | кор | —                                 | Brotherly Love                      | Крис                        |
| 2017      | с   | Американская домохозяйка          | American Housewife                  | Дирк                        |
| 2018      | с   | Ниндзяк против вселенной Вэлиант  | Ninjak vs the Valiant Universe      | Арик Дасия / Икс-О Воин     |
| 2019      | с   | Уэйн                              | Wayne                               | Конан                       |
| 2019      | с   | Американские боги                 | American Gods                       | Донар                       |
| 2019      | с   | Куколка                           | Dollface                            | Райан                       |
| 2020      | с   | 68 Виски                          | 68 Whiskey                          | Сасквач                     |